# Stefan Lindborg

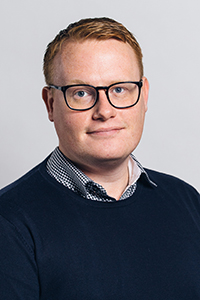
Stefan Lindborg.

Anders Stefan Lindborg, född 2 maj 1985 i Sankt Pauli församling i Göteborg, är en svensk politiker (vänsterpartist). Lindborg var förbundsordförande i Ung Vänster mellan 2011 och 2015. Lindborg har studerat nationalekonomi och arbetar som förhandlare för Hyresgästföreningen. 2021–2023 var han Vänsterpartiets gruppledare i Borås kommunfullmäktige.

## Förbundsordförande för Ung Vänster
Stefan Lindborg är ursprungligen från Svenljunga. Han var ledamot av Ung Vänsters förbundsstyrelse 2008–2015, var förbundssekreterare i förbundet 2010–2011 och valdes som ordförande under Ung Vänsters kongress i Sandviken i juni 2011. Han har också tidigare varit förbundskassör, samt distriktsordförande för Ung Vänster Älvsborg. Han har även tidigare arbetat som bagare.

## Politiker i Borås
Sedan 2018 är han ledamot i kommunfullmäktige i Borås kommun. Sedan november 2019 är han ledamot av grundskolenämnden. 2021–2023 var Lindborg gruppledare för Vänsterpartiet i Borås kommunfullmäktige. Under tiden som gruppledare prioriterade Lindborg skol- och bostadsfrågor. 

Efter valet 2018 avslutade socialdemokraterna i Borås sin samverkan med Vänsterpartiet. Hösten 2021, efter stora protester mot nedskärningar inom skolan i kommunen, återupptog det socialdemokratiska stödda styret i Borås sin budgetsamverkan med Vänsterpartiet, som leddes av Lindborg. Samverkan innebar att skolan fick tillskjutet mer resurser.
Oktober 2023 meddelade Lindborg att han slutade som gruppledare, för att fokusera på sin nya tjänst som försteförhandlare på Hyresgästföreningen.

## Tog fram nytt partiprogram
Lindborg satt i Vänsterpartiets programkommission, när de tog fram ett nytt partiprogram inför kongressen 2020. Programkommissionens arbete var omfattande och innebar en stor omläggning av Vänsterpartiets grundläggande hållningar.